# Ориньяк (Верхние Пиренеи)
Оринья́к (фр. Orignac, окс. Aurinhac) — коммуна во Франции, находится в регионе Юг — Пиренеи. Департамент — Верхние Пиренеи. Входит в состав кантона Баньер-де-Бигор. Округ коммуны — Баньер-де-Бигор.
Код INSEE коммуны — 65338.

## География
Коммуна расположена приблизительно в 660 км к югу от Парижа, в 120 км юго-западнее Тулузы, в 15 км к юго-востоку от Тарба.
На востоке коммуны протекает река Аррет, а на западе — река Аррет-Дарре.

## Климат
Климат умеренно-океанический с солнечной тёплой погодой и обильными осадками на протяжении практически всего года.

## Население
Население коммуны на 2010 год составляло 228 человек.
| 1962 | 1968 | 1975 | 1982 | 1990 | 1999 | 2010 |
| ---- | ---- | ---- | ---- | ---- | ---- | ---- |
| 258  | 240  | 222  | 210  | 238  | 248  | 228  |

## Администрация
| Период | Период | Фамилия     | Партия | Примечания |
| ------ | ------ | ----------- | ------ | ---------- |
| 2001   | 2014   | Клод Ир     |        |            |
| 2014   | 2020   | Жерар Латур |        |            |

## Экономика
В 2010 году среди 146 человек трудоспособного возраста (15-64 лет) 117 были экономически активными, 29 — неактивными (показатель активности — 80,1 %, в 1999 году было 67,9 %). Из 117 активных жителей работали 111 человек (58 мужчин и 53 женщины), безработных было 6 (5 мужчин и 1 женщина). Среди 29 неактивных 6 человек были учениками или студентами, 17 — пенсионерами, 6 были неактивными по другим причинам.

## Достопримечательности
- Церковь Св. Мартина

## Фотогалерея

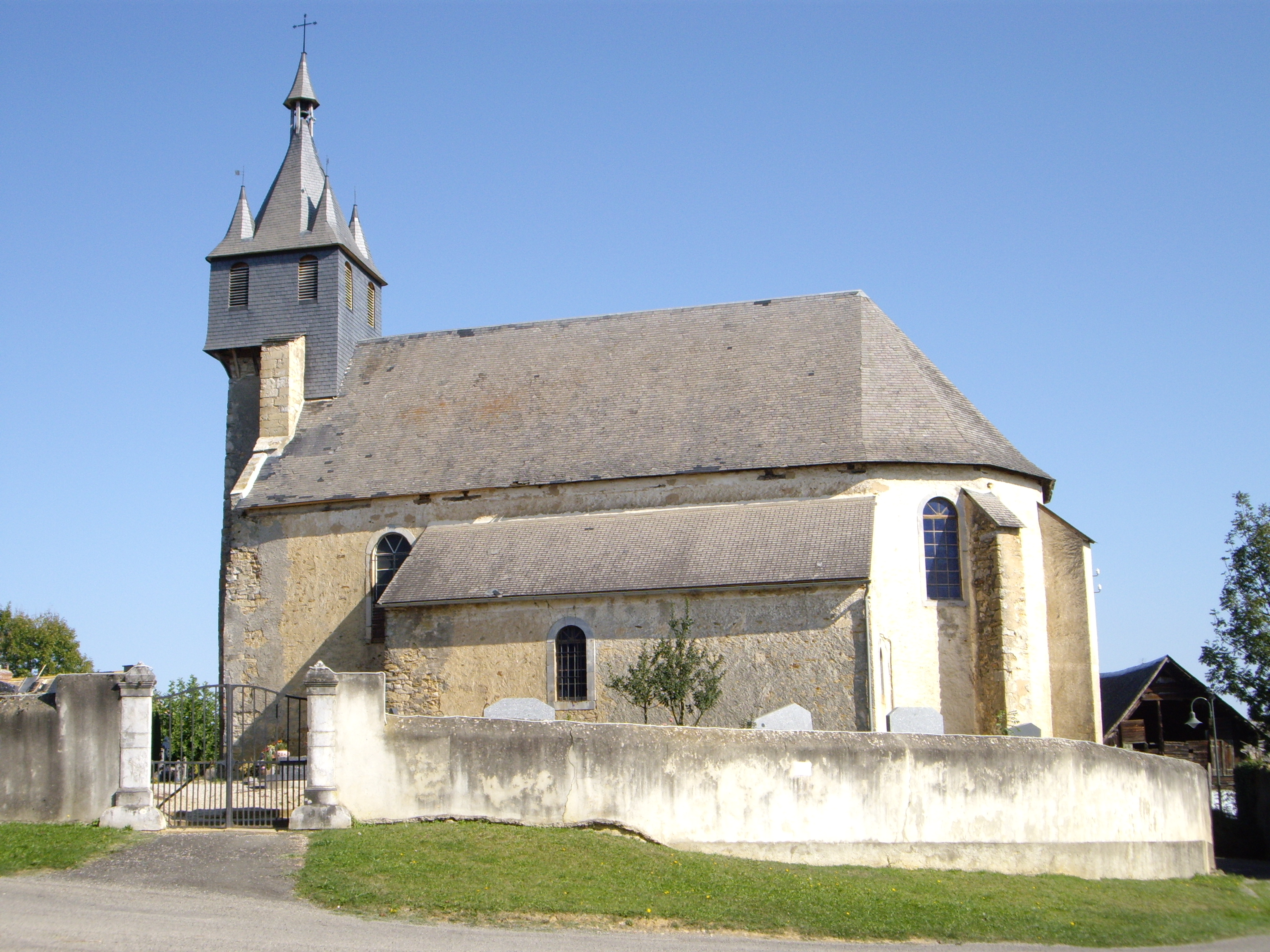
Церковь Св. Мартина
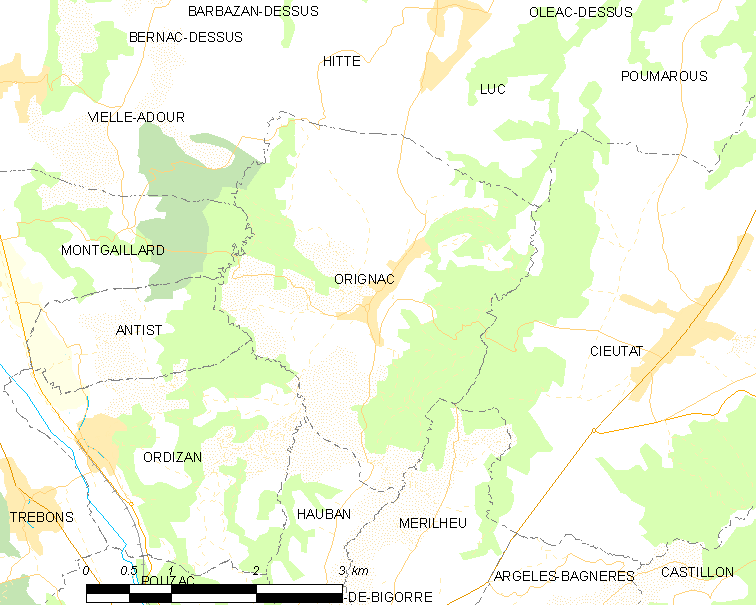
Карта коммуны